# 法院拍賣

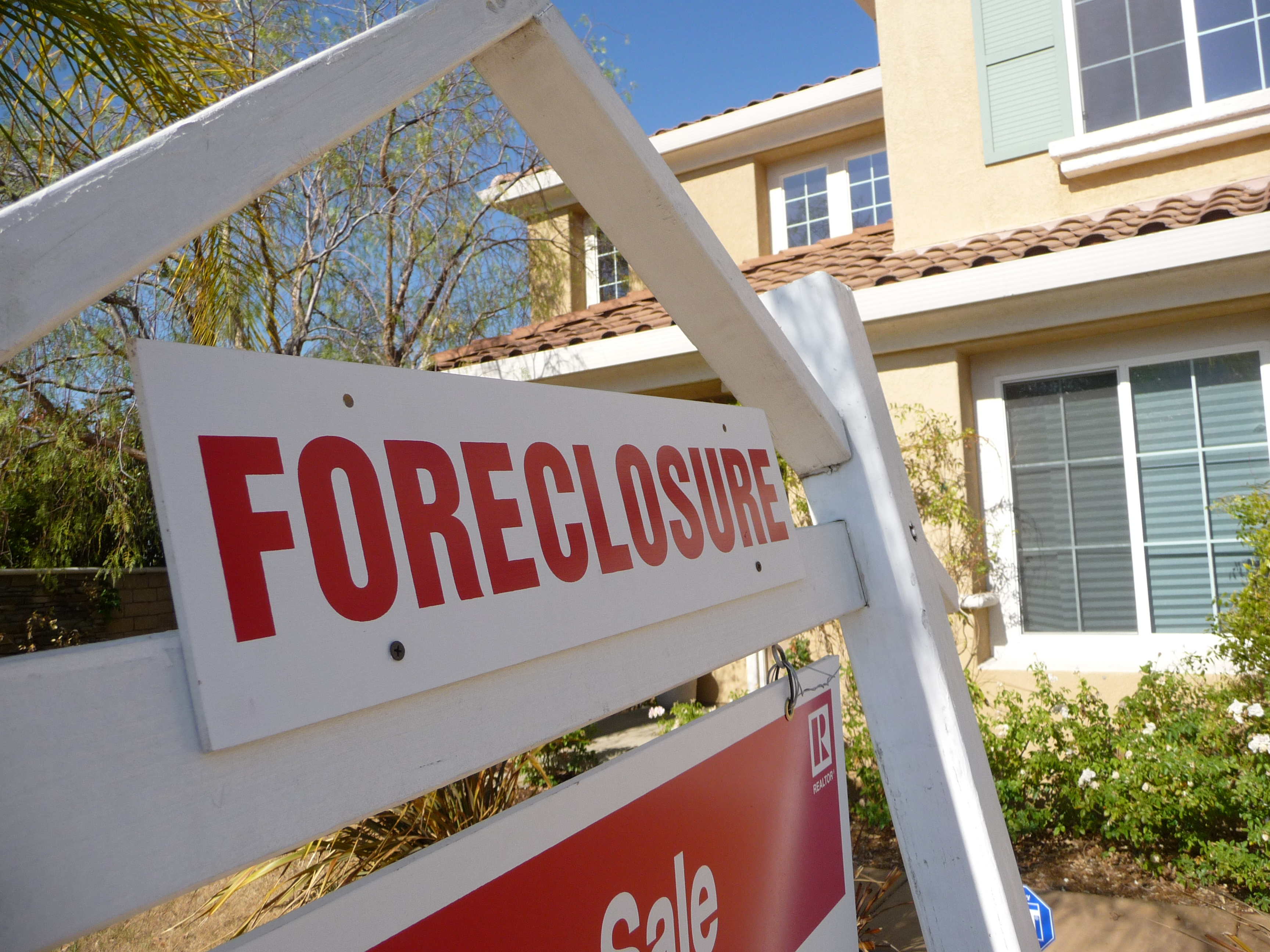
美國法拍屋廣告

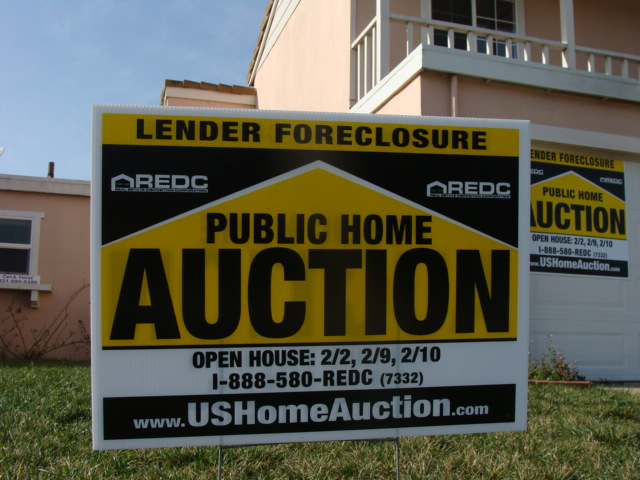
美國一個專門承作法拍屋的仲介商廣告

法院拍賣是法院以公開的方式公佈的拍賣，而經過此程序拍賣的房屋稱為法院拍賣房屋（常簡稱法拍屋，香港稱銀主盤），指的是遭法院強制執行拍賣的房屋。當債務人（業主）無力履行按揭合約，或無法清償債務時，而被債權人經由各種司法程序向法院申請強制執行，将債務人名下房屋拍賣，以拍賣所得價金滿足債權。而在過程中遭到拍賣的房屋就是所謂的法拍屋。

## 法拍屋
法拍屋不一定是從銀行查封而來，私人查封也有；只是房屋的金額太大，每間房子又都有向銀行貸款借錢，銀行借錢出去時，都有辦理設定抵押權，拍賣時銀行有優先受償之權，這就是強制查封的「執行名義」之一，稱為拍賣抵押物。銀行會根據按揭條款，以及相關民事法律規定，向法庭申請沒收物業後所出售的物業。
在台灣，若要參與投標取得法拍不動產，可到司法院網站查詢，但是不動產交易價金動輒百萬或千萬新台幣，而司法院網站之相關拍賣資料又不夠精確，例如由地政謄本可知之含共同使用部分的實際坪數，或地籍圖所呈現之土地的正確位置、地形及大小，故坊間出現提供相當精確資訊的公司。

### 法律特點
- 買方律師無法作出業權質詢；
- 賣方不負責清理物業內的任何雜物、違例建築物、大廈維修、釘契、利息等；
- 成交前不得轉名或轉售，除非得雙方同意。

### 債務上的安排
在法拍屋出售時，需要按市價出售，以拍賣形式進行，以價高者得為主，而款項的償還機制分配如下：
- 擁有物業押記的債權人
- 相關法律費用
- 如果所得款項，多於按揭需要清還款項，餘款會歸還業主

在亞洲金融風暴前，一般進行銀主盤拍賣後，已經可以抵償欠債。但在金融風暴後，往往銀主盤拍賣後，仍未能抵償欠款，令銀行不願出售銀主盤，造成不少呆賬。

### 樓市指標
由於以下情況，銀主盤量乃一樓市落後指標：
- 銀行待業主斷供數月，磋商不果後再循法律程序收回物業，一般需時半年至九個月
- 銀主收回物業後，未必循拍賣一途，可透過其物業部門或代理放盤，故實際數量可能較知道的多
- 若物業淪為負資產，即使成功脫手也未能抵清欠款，銀行或不願馬上出售

### 負資產與銀主盤關係
即使業主擁有負資產物業，只要準時還款，物業並不會淪為銀主盤。惟「正資產」業主在週轉不靈時，還可變賣物業以支欠款；可負資產業主如資不抵債，出售物業也未能「貨銀兩訖」，那物業就有較大機會淪為「銀主貨」，加入拍賣行列。